# John Getz
John Getz (Davenport, Iowa, 15 de octubre de 1946) es un actor estadounidense. Tras iniciar su carrera en el teatro, ha aparecido en numerosas películas y series. Uno de sus papeles más recordados es el de Stathis Borans en La mosca y La mosca II.
Getz, uno de cuatro hijos, nació en Davenport IA y creció en los valles del Río Misisipi. Inició la actuación mientras cursaba sus estudios en la Universidad de Iowa, donde ayudó a fundar el Center of New Dramatic Arts.
Tiene una hija, Hannah, de su matrimonio con la guionista Grace McKeaney.

## Filmografía
- The Happy Hooker (1975) como Trout Fisherman
- Tattoo (1981) como Buddy
- Muggable Mary, Street Cop (1982, película para TV) como Dan Waters
- Blood Simple (1984) como Ray
- Thief of Hearts (1984) como Ray Davis
- The Fly (1986) como Stathis Borans
- The Fly II (1989) como Stathis Borans
- Born on the Fourth of July (1989) como Mayor de Marina - Vietnam
- Men at Work (1990) como Maxwell Potterdam III
- Don't Tell Mom the Babysitter's Dead (1991) como Gus
- Curly Sue (1991) como Walker McCormick
- Fortunes of War (1994) como Franklin Hewitt
- Playmaker (1994) como Eddie
- A Passion to Kill (1994) como Jerry
- Mojave Moon (1996) como policía
- Painted Hero (1997) como el Sheriff Acuff
- Some Girl (1998) como el padre de Claire
- Held for Ransom (2000) como Mr. Kirkland
- Zenon: The Zequel (2001, película para TV) como el General Hammond
- A Day Without a Mexican (2004) como el Senador Abercombie
- Living 'til the End (2005) como Mr. Hines
- Nanking (2007) como George Fitch
- Zodiac (2007) as Templeton Peck
- Hard Four (2007) como Blazedell Woodruff
- Superhero Movie (2008) como editor lunático
- A Line in the Sand (2008) como capitán McClenon
- Grey's Anatomy (2008) como Michael Breyers
- The Social Network (2010) como Sy
- Elevator (2011) como Henry Barton
- Jobs (2013) como Paul Jobs
- Desperate Acts of Magic (2013) como Don Tarzia
- The Perfect Guy (2015) como Renkin
- Trumbo (2015) como Sam Wood
- Timeless (2016) como Benjamin Cahill
- Certain Women (2016) como Sheriff Rowles
- Transparent (2016-2017) como Donald
- Bosch (2017) como Bradley Walker
- American Horror Story: Apocalypse (2018) como el señor St. Pierre Vanderbilt
- Doom Patrol (2020) como Paul Trainor
- Hasta el fin del mundo (2024) como Reverendo Simpson